# وذمة رئوية حادة خاطفة ودية
وذمة رئوية حادة خاطفة ودية (اختصارًا SCAPE)، والمعروفة أيضًا باسم الوذمة الرئوية المفاجئة، هي شكل حاد  للوذمة الرئوية. تظهر الأعراض بشكل مفاجئ وتشمل ضيق شديد في التنفس. قد يعاني الأشخاص أيضًا من السعال المصحوب ببلغم وردي رغوي، والتعرق، والشعور بالانفعال. قد يكون هناك أيضًا أزيز أو طقطقة في الرئة. تبدأ الأعراض عادة بعد دقائق أو ساعات.
قد تتضمن المسببات عدم تناول أدوية ضغط الدم، واستخدام المنبهات، والتوتر. كما تشمل عوامل الخطر ارتفاع ضغط الدم، وقصور القلب، وتضيق الشريان الكلوي. تتستدعي الآلية الأساسية تنشيط الجهاز العصبي الودي الذي يضيّق الأوعية الدموية. بينما تتواجد السوائل في الرئة، إلا أن زيادة  حجم السوائل غير وارد عادة. يتم دعم التشخيص في حال انخفاض الأكسجين، وإذا كان معدل ضغط الدم الشرياني> 120 ملم زئبق، والموجات فوق الصوتية للرئتين. إنه نوع من قصور القلب الحاد اللا تعويضي.
تشمل العلاجات الأولية الموصى بها عادةً التهوية بالضغط الإيجابي غير باضعة (NIPPV) والنيتروجليسرين الوريدي. يجب أن يستخدم NIPPV ضغوطًا عالية تتراوح من 15 إلى 18 سم من الماء، وعادةً ما تكون هناك حاجة إلى كميات كبيرة من النتروجليسرين. إذا لم يكن هذا كافيًا، فيمكن استخدام كليفيديبين أو نيكارديبين أو إينالابريلات. لا يُنصح بالاستخدام الروتيني لمدرّات البول، مثل فوروسيميد. غالبًا ما يتم علاج هذه الحالة بسرعة، على الرغم من كونها قد تتكرر. إنه سبب شائع نسبيًا للذهاب إلى غرفة الطوارئ.